# Jack Delano
Jack Delano (Kiev, 1º agosto 1914 – Porto Rico, 12 agosto 1997) è stato un fotografo statunitense.

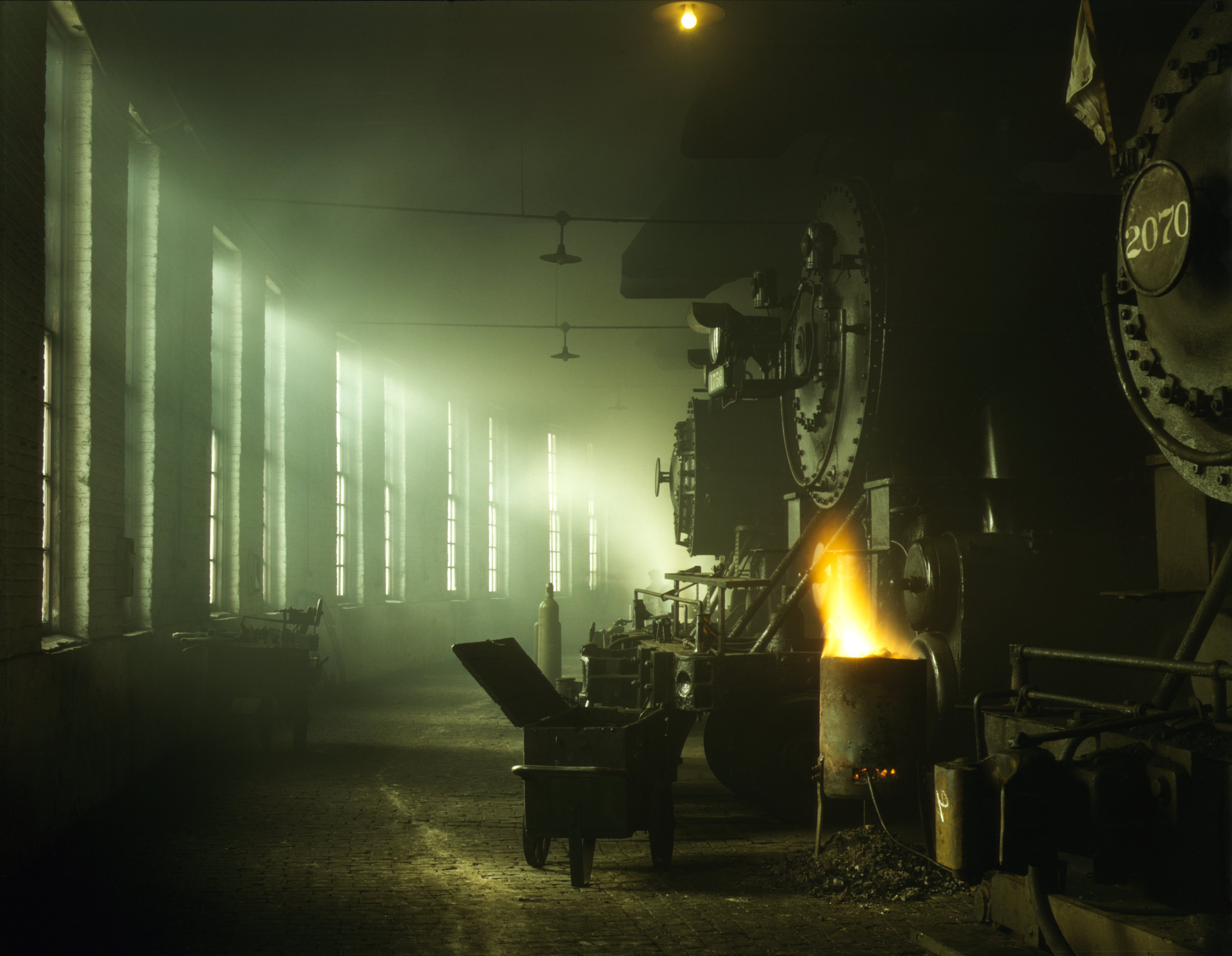
Jack Delano, Locomotives-Roundhouse

 È famoso per aver scattato foto sul business ferroviario negli Stati Uniti.

## La Vita
Figlio di genitori ucraini, Jack Delano emigra negli Stati Uniti nel 1923 e si forma come illustratore presso la Pennsylvania Academy of Fine Arts (Accademia di Belle Arti della Pennsylvania) fino al 1937.
La passione per la fotografia si sviluppa durante i frequenti viaggi in Europa.
Questo porterà Delano a lavorare come fotografo per la Works Progress Administration e per l'FSA (Farm Security Administration) durante il periodo del New Deal.
Poco dopo, nel 1941, Delano compie il suo primo viaggio a Porto Rico. Con l'aiuto monetario del premio Guggenheim Fellowship il fotografo ha la possibilità di produrre "Puerto Rico Mio", un libro fotografico riguardante l'isola.
Nel 1942, su incarico dell'FSA, Delano fotografa gli sforzi lavoratori delle ferrovie americane per aumentare il supporto alla seconda guerra mondiale. Il risultato furono tremila immagini, di cui molte scattate nelle ferrovie di Chicago. Le immagini riscossero un grandissimo successo.
Nel 1946 Delano si trasferisce definitivamente a Porto Rico. Vivrà lì con la moglie Irene fino alla sua morte.